# Hada aritzensis
Hada aritzensis là một loài bướm đêm trong họ Noctuidae.